# Julius Thomas
Julius Dewayne Thomas (* 27. Juni 1988 in Stockton, Kalifornien) ist ein ehemaliger US-amerikanischer American-Football-Spieler in der National Football League (NFL). Er spielte für die Denver Broncos, die Jacksonville Jaguars  und die Miami Dolphins als Tight End.

## College
Thomas besuchte die Portland State University und spielte für deren Team, die Vikings, sowohl College Football als auch sehr erfolgreich Basketball.

## NFL

### Denver Broncos
Beim NFL Draft 2011 wurde er in der 4. Runde als insgesamt 129. von den Denver Broncos ausgewählt. In seinen ersten beiden Saisons kam er aufgrund von Verletzungen nur sporadisch zum Einsatz und zeigte nur sehr mäßige Leistungen. Erst in der Saison 2013 gelang ihm der Durchbruch. Er erzielte bereits im Auftaktspiel gegen die Baltimore Ravens zwei Touchdowns und hatte in der Folge maßgeblichen Anteil am Erreichen des Super Bowls XLVIII, in dem die Broncos sich allerdings den Seattle Seahawks geschlagen geben mussten. Thomas selbst wurde erstmals in den Pro Bowl gewählt, was ihm in der Saison 2014 erneut gelang.

### Jacksonville Jaguars
Am 10. März 2015 unterschrieb er einen Fünfjahresvertrag bei den Jacksonville Jaguars.

### Miami Dolphins
Vor der Saison 2017 wurde er von den Jaguars zu den Miami Dolphins getauscht. Die Jaguars erhielten im Gegenzug einen Pick in der 7. Runde des NFL Drafts 2017.
Im Sommer 2018 gab Thomas seinen Rücktritt vom aktiven Sport bekannt. Er plant sein Doktorat in Psychologie mit einer Arbeit zum Thema chronisch-traumatische Enzephalopathie zu erwerben.